# Maghera (okręg Botoszany)
Maghera – wieś w Rumunii, w okręgu Botoszany, w gminie Vârfu Câmpului. W 2011 roku liczyła 549 mieszkańców.